# Мичич, Наташа
Наташа Мичич (серб. Наташа Мићић, урождённая Йованович; род. 2 ноября 1965, Титово-Ужице) — сербский политик.

## Карьера
Окончила Белградский университет. По образованию — юрист.
В 2002—2004 годах — президент Республики Сербия: стала первой в истории женщиной, возглавившей Сербию.
В 2001—2004 годах — председатель Народной скупщины Сербии.
В настоящее время — вице-президент Либерально-демократической партии (до 2007 года представляла влившийся в неё Гражданский союз).
После убийства премьер-министра Сербии Зорана Джинджича, будучи исполняющей обязанности Президента государства, объявила чрезвычайное положение и начала операцию «Сабля», в ходе которой было арестовано более 11 тысяч человек, подозреваемых в причастности к убийству премьер-министра.